# AdCommerce
eBay AdCommerce (Wortspiel auf Englisch adverts = Werbeanzeigen und electronic commerce = elektronischer Handel) war ein von eBay selbst betriebenes Pay-per-Click-Marketingwerkzeug. Es versprach Verkäufern, zusätzlichen Datenverkehr auf ihre Angebote oder ihren eBay-Shop zu leiten und so ihre Umsätze bei eBay zu steigern. Den Service gab es von November 2008 bis Januar 2011. Er stand für zahlreiche Länder in Europa, für Australien, Kanada, und die USA zur Verfügung.

## Funktionsweise
Mit zielgerichteten und mit Bildern und Links angereicherten Textanzeigen auf den eBay- und AdCommerce-Partnerwebseiten sollen Werbetreibende auf eBay Kunden zu einem Zeitpunkt, zu dem sie wirklich kaufbereit sind, erreichen. Die Anzeigen werden Käufern angezeigt, die auf eBay nach einem der Suchbegriffe suchen, auf die der Werbende geboten hat. Dadurch werden die Anzeigen einem Kundenkreis angezeigt, der bereits an dieser Art Produkten interessiert ist. Bei Klick auf die Anzeigen wird der Kunde direkt zum Shop des Werbenden oder seinen Produktseiten weitergeleitet.
Die Registrierung erfolgt in drei Schritten und erfordert ein eBay-Konto. Ist man vollständig angemeldet, kann man drei Arten von Anzeigen erstellen: eine Suchanzeige über den Anzeigenassistenten, eine individuell gestaltete Suchbegriffsanzeige und Kategorieanzeigen. Diese Auswahl basiert auf dem Nutzerverhalten auf eBay, wobei eBay-Käufer entweder über die Suche gehen oder direkt in den passenden eBay-Kategorien nachsehen.
Der Werbetreibende entscheidet, wie viel er für jeden Klick zu zahlen bereit ist, und legt ein Werbebudget fest. Es gibt keinen Mindestbetrag und keinen Mitgliedsbeitrag. Der Werbetreibende muss nur dann bezahlen, wenn ein Besucher auf seine Anzeige klickt. Die Platzierung der Anzeige hängt vom Gebot des Werbetreibenden, wie viel er maximal bereit ist pro Klick zu bezahlen, und von der Qualität und Relevanz der Anzeige ab. Der tatsächliche Preis, der für jeden Anzeigenklick gezahlt wird, hängt von den selbst gewählten Maximalkosten pro Klick (CPC) ab und was andere Werbetreibende für den Suchbegriff oder die Kategorie zu zahlen bereit sind. Man zahlt effektiv immer nur einen Euro-Cent mehr als der nächste Mitbewerber. CPCs können für einzelne Suchbegriffe oder Kategorien festgelegt werden, das Tagesbudget kann für jede erstellte Kampagne einzeln festgesetzt werden. Targeting-Optionen (nach Suchbegriff oder nach Kategorie) und das Aussehen der Textanzeigen können nach Belieben festgelegt werden.
Anhand von detaillierten Leistungsstatistiken kann die Wirksamkeit der eigenen Anzeigen analysiert werden. Sie sollen dabei helfen zu erkennen, welche Ansätze für das jeweilige Produktportfolio am besten funktionieren. Verkäufern auf eBay stehen dabei neben den Standard-Kennzahlen wie Impressionen oder Click-Through-Rate (CTR, Klickrate) auch Kennzahlen zum Return on Investment (ROI – Englisch für: Kapitalrendite) bereit. Dabei misst das System, wie viele Klicks auf die Anzeige zu tatsächlichen Verkäufen und somit zu Umsatz geführt haben und in welchem Verhältnis dieser zu den Ausgaben steht.

## Anzeigenformate
Die Anzeigen bestanden aus einem 80 × 80 Pixel großen Bild, einer fettgedruckten Überschrift, einem ein- bis zweizeiligen Anzeigentext und einem Link.

### Anzeigenassistent
Der Assistent wählt selbstständig ein passendes Bild pro Suchbegriff aus dem eBay-Shop des Verkäufers aus. Außerdem wählt er automatisch die Verlinkung innerhalb des Shops passend zum Suchbegriff. So ändern sich Bild und Verlinkung immer dynamisch mit dem jeweiligen Suchbegriff. Die Suchbegriffe, die der Anzeige hinterlegt werden, zieht der Assistent sich aus den Produktüberschriften im Shop.

### Individuelle Suchbegriffsanzeige
Der Werbetreibende wählt selber ein Bild und auch die Verlinkung wird festgesetzt. Egal welcher Suchbegriff eingegeben wird verändern sich Bild und Verlinkung nicht. Die Suchbegriffe, die der Anzeige hinterlegt werden sollen, sind selber bestimmbar, so können auch Falschschreibweisen etc. berücksichtigt werden.

### Individuelle Kategorieanzeige
Anders als bei der individuellen Suchbegriffsanzeige wählt man hier als „Targeting“ die Nutzer, die über die eBay-Kategorien kommen. Bild und Verlinkung werden selber bestimmt und nicht dynamisch angepasst. Es werden der Anzeige keine direkten Suchbegriffe hinterlegt, sondern eBay-Kategorien, die zum Angebot passen. Wie viele und welche kann der Werbetreibende selbst bestimmen.